# Rahal Letterman Racing
Rahal Letterman Lanigan Racing (RLL) è un team che gareggia nella IndyCar Series e nel WeatherTech SportsCar Championship. Con sede a Hilliard, in Ohio, è co-proprietà del vincitore della 500 Miglia di Indianapolis del 1986 Bobby Rahal, del conduttore televisivo David Letterman e del businessman Mike Lanigan.
Fondato nel 1992 come Rahal-Hogan Racing, nel primo anno di attività e con alla guida il fondatore, vinse il campionato CART.
Nel 1996 il conduttore televisivo entrò nella società come socio di minoranza e nel 2004 il team assunse il nome Rahal Letterman Racing. Il team contemporaneamente dal 2010 gareggia nell'American Le Mans Series come team ufficiale BMW schierando due vetture. Nell'ALMS conquista i titoli Costruttori e Team sia nel 2010 che nel 2011. Nel 2010 conquista anche la Petit Le Mans.